# Galería de Arte de Tiflis
La Galería de Arte de Tiflis (en idioma georgiano:თბილისის სამხატვრო გალერეა) - forma parte de los Monumentos culturales inamovibles de importancia nacional de Georgia que se encuentra en la capital de Tiflis, en la Avenida Rustaveli. También es conocida como la «Galería Azul» o «Galería Nacional».

## Historia
La historia de la Galería Nacional de Arte de Tiblis tiene casi un siglo de antigüedad. Su fundación está asociada con la famosa figura pública y artista georgiano Dimitri Shevardnadze. Este evento se remonta al año 1920. A partir de esa fecha, la Galería de Arte sirve para el desarrollo de las bellas artes georgianas.
El edificio, en el que se encuentra, fue construido en 1888 por decisión del emperador ruso y el Museo Histórico Militar Ruso. Se fundó también el salón de la fama.
La primera exposición de la Galería de Arte se celebró en octubre de 1920. La política de exhibición de la galería se reveló en los primeros años: exposiciones de artistas georgianos y extranjeros, viejos y nuevos períodos de arte y lo que se ha valorado o ingresado en el territorio de Georgia.

## Arquitectura
La Galería entre los años 1880 - 1883 fue construida para la exposición de la casa mibadzvitaa. La fachada de la avenida Rustaveli tiene una decoración ricamente decorada y con características del arte barroco. En el centro del edificio se encuentra la entrada. Las dos saalas que tiene la galería tienen un techo de vidrio y por lo tanto se encuentran iluminadas literalmente con luz solar.

## Actualidad
En el 2007, la Galería de Arte de Tiflis se unió al Museo Nacional de Georgia. Se planificó una reconstrucción a gran escala del edificio de la galería, que resultó en las mejoras de la fachada central y el espacio de exposición.
El edificio ha crecido también a expensas de la jardinería. El nuevo espacio expositivo fue creado como resultado de la reconstrucción. La galería renovada consta de ocho salas, un laboratorio de restauración, el almacenamiento necesario para organizar exposiciones temporales, espacio de capacitación y tienda abierta. El proyecto fue desarrollado por la empresa de arquitectura portuguesa Ainda Arquitectura.
Hoy en día, la galería es una de las exposiciones centrales del Museo Nacional, donde se pueden ver obras maestras del arte georgiano.
La Galería de Arte de Tiflis, el 7 de noviembre de 2006, según el Decreto del Presidente de Georgia, obtuvo la categoría de monumentos culturales inamovibles de importancia nacional.

## Exposiciones
El fondo del museo mantiene 30 mil obras para exposiciones de la cultura georgiana moderna. Incluyendo trabajos de pintura, gráfica, arte decorativo aplicado y fotografía. La colección principal son las obras de pinturas y esculturas georgianas clásicas del siglo XX. Entre ellos se encuentra Niko Pirosmani, E.Nakhvidiani , D. Kakabadze , I. Gudiashvili y otros.